# Sebastiano Ricci

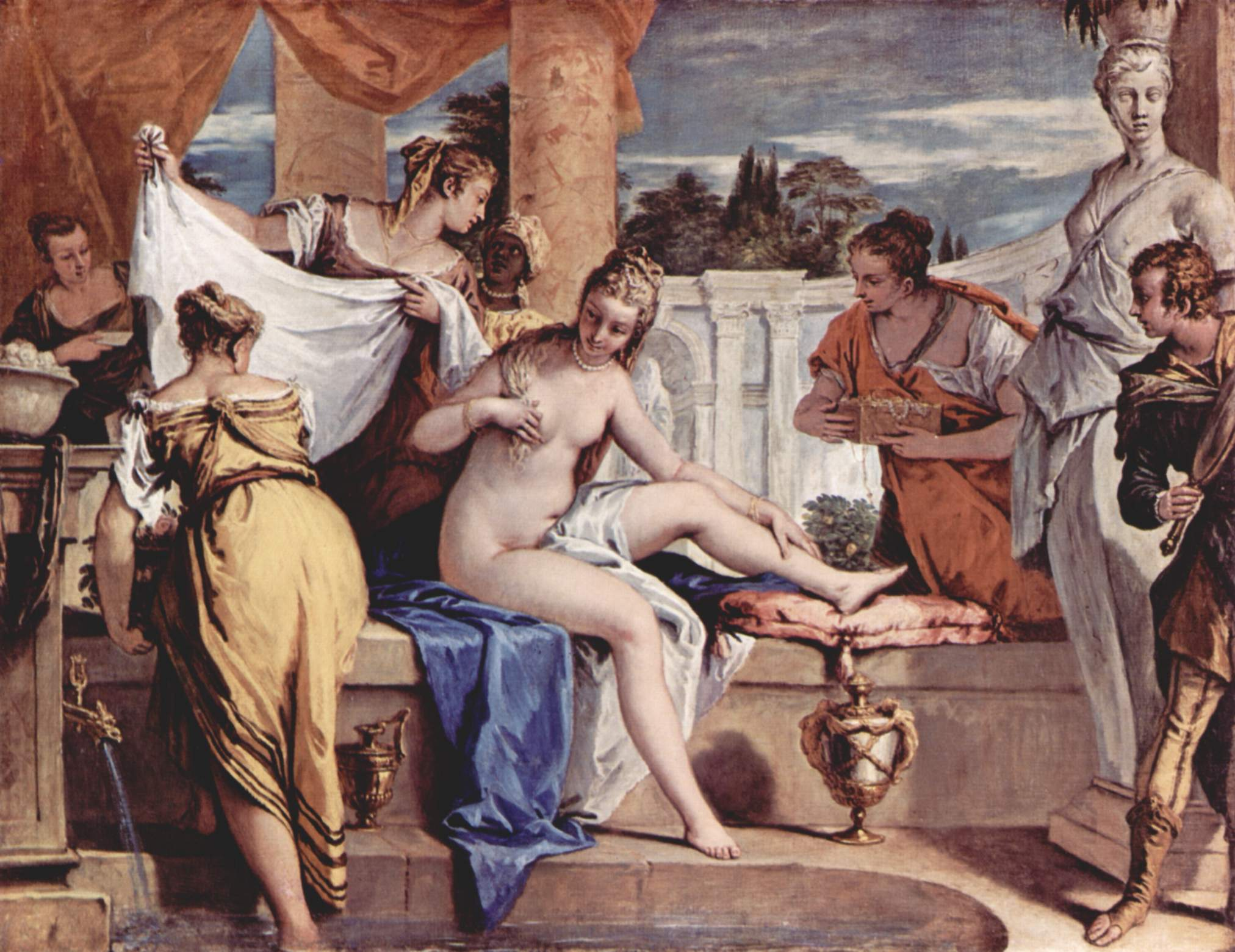
Batseba i badet (1724).

Sebastiano Ricci, född i juli 1659 i Belluno, död 15 maj 1734 i Venedig, var en italiensk konstnär. Han var farbror till Marco Ricci.
Ricci var främst verksam i Venedig, men omkring 1680–1700 även i Bologna, Parma, Rom och Milano, samt därefter tidvis i Wien och Florens och omkring 1712–1716 i London. Ricci återknyter främst till Paolo Veronese, men han förnyar även det venetianska måleriet och blev portalfiguren i stadens rokokomåleri.